# Michela Pace
Michela Pace (Gozo, 25 de enero de 2001) es una cantante maltesa quien ganó la edición inaugural de la versión maltesa de Factor X en 2019. Como premio, representó a Malta en el Festival de la Canción de Eurovisión 2019 con la canción Chameleon mientras que también ganó un contrato con Sony Music Italy. Previamente, había participado en la selección nacional de Malta en 2017 con la canción "Cruise Control", sin llegar a la final.